# Зул
Праздник лампад (калм. Зул-хурал, Зула-хурал; монг. Зулын хурал; тиб. དགའ་ལྡན་ལྔ་མཆོད་ཆེན་མོ, Вайли dga’ ldan lnga mchod chenmo) — праздник, посвященный уходу из этого мира основателя тибетской буддийской школы гелуг, Цонкапы. Отмечается последователями школы гелуг 25-го числа 10 лунного месяца по буддийскому календарю. В России традиционно празднуется бурятами, калмыками и тувинцами. Название получил от того, что в этот праздник принято зажигать лампады (зул).

## О Цонкапе
В буддизме этот день — день памяти о кончине (дне ухода в нирвану) основателя тибетской школы гелугпа — реформатора и философа Дже Цзонхавы (1357—1419). лама Цзонхава почитается в Тибете как второй Будда, а два его сочинения — «Ламрим» (посвященное общему пути Махаяны) и «Нагрим» (посвященное пути Тайной Мантры) — охватывают духовную практику буддизма во всем его объёме. Сам Цонхава в конце жизни просил будущих учеников не печалиться, что они не встретились с ним лично, а прочесть два упомянутых труда, что будет равноценно личной встрече.
Четыре главных деяния Цонкапы связаны с основанием школы гелуг:
- реставрация и переосвящение изображения Будды грядущего, Майтреи как знак тысячелетнего существования новой школы;
- возвращение к строгому монашескому уставу буддийской общины первых веков, который был принят на общем Соборе при участии представителей всех буддийских школ Тибета;
- учреждение праздника Монлам Ченмо, что способствовало единению народа и новой школы;
- строительство монастыря Ганден, или «земли Тушита», где обитает Майтрея, и возведение в этом монастыре мандалы с изображением божеств-хранителей (йидамов) Чакрасамвары, Гухьясамаджи и Ямантаки.

Созданная Цзонхавой школа гелуг стала наиболее влиятельной из всех школ Тибета. Глава школы носит титул Гьялва (тиб. победитель) считается воплощением бодхисаттвы Авалокитешвары. С середины XVII века школа гелуг утвердилась в Монголии, Бурятии, Калмыкии и Туве

## Празднование Зула-хурала духовенством
Наступление праздника полагается в вечернее время, при восхождении созвездия Бэчи (плеяды). Молодые баньди… как только появится оно, тотчас же зажигают лампады и внутри своих юрт, и снаружи их, так что весь монастырь кажется залитым огнём от блеска горящих плошек… Внутренность сумэ на этот раз представляет также необычайный вид. Посреди кумирни тремя усупами поднимается возвышение в виде стола. Наверху его поставляется всегда 108 лампад, на двух нижних уступах количество поставляемых лампад предоставляется усердию лам и последнее проявляется здесь во всей своей силе… Снаружи лампады расставляются по кровле кумирни, по земле вокруг кумиренных стен, в притворе кумирни, на крыльце и т.д. Помимо всего в кумирне на этот раз приготовляются в особенно большом виде и количестве обычно подносимые бурханам жертвы, а тахилыин шире бывает просто засыпан цветами.
В день памяти Цонхавы в знак скорби принято есть особую кашу, которая варится из кусочков теста. Монахи читают молитвы, верующие миряне делают подношения храму деньгами, едой, вещами. В монастырях устраивают торжественные процессии, во время которых люди идут с зажженными факелами и несут скульптурное изображение Цонкапы.

## Празднование Зула-хурала в Калмыкии

### Прибавление года к возрасту
Издревле в калмыцких семьях не отмечали дни рождения, был общий для всех праздник Зул, иначе называемый «Днём прибавления возраста у калмыцкого народа» (калм. Хальмг улсин нас авдг одр). В этот день все калмыки прибавляли к своему возрасту один год.

### Семейный праздник
Зул принято отмечать в домашнем кругу, поскольку основной ритуал «насн авах» (продление жизни) проводился именно в семье. В канун праздника готовили угощение, пекли борцоки. Старшие в семье готовились к обряду. Из крутого теста делали две продолговатые формы в виде лодочек, в которых устанавливали приготовленные фитили по числу лет на каждого члена семьи, к которым прибавляли по одной или две соломинки сверху. Все это пропитывали топленым маслом. Когда на небе зажигались первые звезды, фитили поджигали. Все члены семьи ходили по кругу по часовой стрелке, молитвенно сложив руки, шепотом читали молитву Белой таре (в буддизме — божество долголетия). Эта традиция по сей день существует в калмыцких семьях. Затем вся семья усаживалась за праздничный стол, и произносились благопожелания, а также возжигались лампады.

### Государственный праздник
Согласно Закону Республики Калмыкия от 13 октября 2004 г. N 156-III-З «О праздничных и памятных днях в Республике Калмыкия» праздник Зул является национальным праздником Калмыкии.